# Greens Point (przylądek w hrabstwie Pictou)
Greens Point – przylądek (point) w kanadyjskiej prowincji Nowa Szkocja, w hrabstwie Pictou (45°37′34″N, 62°38′59″W), wysunięty w rzekę East River of Pictou, na jej północnym brzegu; nazwa urzędowo zatwierdzona 23 czerwca 1966.